# 유콘 광학
유콘 광학(영어: Yukon Advanced Optics)은 벨라루스의 기업 벨텍스 광학(러시아어: Белтекс Оптик)이 광학 기기에 사용하는 상표이다. 판매회사 유콘 광학 인터내셔날은 리투아니아에 등록되어 있다. 제품은 벨라루스, 러시아, 중국에서 생산된다. 벨텍스 광학은 또한 미국 텍사스에 공장이 있고, 스코틀랜드 글래스고에 서비스센타가 있으며, 벨라루스 리다에 생산공장이 있다. 중국에 부시넬, 나이트 올, 브레서, 사이트마크 등의 범용 제품을 위한, 주문자 상표부착 공장이 있다.